# Півні (Вознесенський район)
Півні́ — село в Україні, в Єланецькій селищній громаді Вознесенського району Миколаївської області.
Населення становить 87 осіб. До 2020 року орган місцевого самоврядування — Ясногородська сільська рада.

## Населення

### Мова
Розподіл населення за рідною мовою за даними перепису 2001 року:

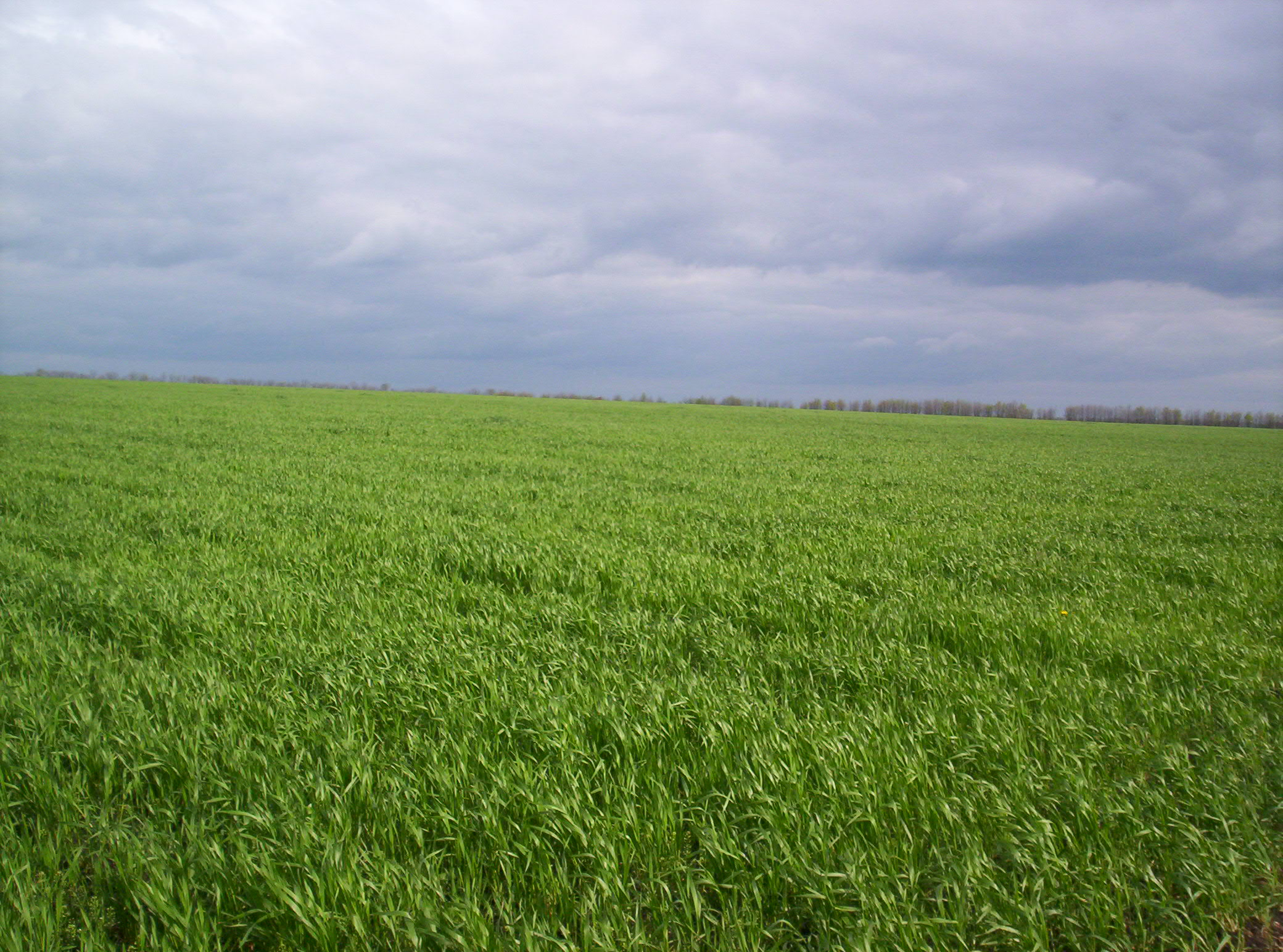
Пшеничне поле між селами Братолюбівка і Півні

| Мова       | Кількість | Відсоток |
| ---------- | --------- | -------- |
| українська | 74        | 85.06%   |
| російська  | 11        | 12.64%   |
| білоруська | 1         | 1.15%    |
| румунська  | 1         | 1.15%    |
| Усього     | 87        | 100%     |